# وحدة زمن

تصور لوحدات الزمن من أول ثانية واحدة حتي عام كامل بالتقويم الميلادي

وحدة الزمن كما تُعرف في معظم العالم الغربي وفي نظام الوحدات الدولي هي الثانية وتم تحديدها لتكون تسعة آلاف مليون (9192631770) فترة اشعاع لذرة عنصر السيزيوم.

نُقطة تُضيء كل ثانية.

## وحدات زمنية
كان يتم عبر التاريخ تحديد وحدات الزمن بطرق مختلفة فكان يتم تحديدها بواسطة حركة بعض الأجرام السماوية.
- وحدة الزمن باستخدام الشمس كأساس: السنة هي الوقت الذي يستغرقه كوكب الأرض ليدور دورة كاملة حول الشمس، وتم استخدام السنة أيضًا لتكون وحدة زمن، فهناك الأولمبياد (4 سنين)و لوسترم (5 سنوات) والعقد (10 سنوات) و القرن (100 سنة) والألفية (1000 سنة).
- وحدة الزمن باستخدام القمر كأساس: الشهر هو الفترة التي يستغرقها القمر في الدوران حول كوكب الأرض دورة كاملة.
- وحدة الزمن باستخدام الأرض كأساس:اليوم هو الوقت الذي يستغرقه كوكب الأرض للدوران حول نفسه (حول محوره) دورة كاملة، وهناك وحدات للزمن علي هذا الأساس مثل الأسبوع (7 أيام) وهناك وحدات أخرى أصغر من اليوم مثل الساعة وهي مدة تعادل 1/24 من اليوم الكامل وهناك وحدات أصغر مثل الثانية والدقيقة.
- وحدة الزمن باستخدام القبة السماوية كأساس:الوقت الفلكي حيث تُستخدم بعض النجوم لتعيين مدة السنة من خلال حركة تلك النجوم.

هذه الوحدات لا يجمع بينها علاقة متسقة ببعضها البعض ويتطلب هذا تعديل بالزيادة أو النقصان.
فعلى سبيل المثال لا يمكن تقسيم السنة 12 جزءاً ل28 يومًا لأنه بالتالي سوف تكون السنة 12×28=336 يومًا أي أقل من السنة المعروفة 365 يومًًا.
الشهر القمري والذي يتم تحديده من خلال دوران القمر ليس 28 يومًا بل 28.3 يوم.
والسنة يتم تعريفها في التقويم الميلادي كا 365.25 يومًا ويجب تعديلها بإضافة يوم كبيس 29 فبراير و ثانية كبيسة.
وبناءًا علي ذلك فهذه الوحدات الآن يتم تحديدها بناء علي مضاعفات الثواني.
أما وحدات الزمن فتحتوي أيضًا علي النانوثانية والميلي ثانية

## عبر التاريخ
الوحدات الطبيعية للوقت أُستخدمت من خلال المجتمعات القديمة كاليوم والسنة الشمسية والمحاق، مثل التقوميات التي أستخدمها السومريون والمصريون القدماء والصينيون والبابليون والتقويم الجمهوري الفرنسي وتقويم المايا والتقويم الهجري الإسلامي والتقويم الهندي.
التقويمات الحديثة تستند علي التقويم اليولياني والتقويم الروماني القدمي ومن ثم التقويم الميلادي

مقياس لوغاريتمي أفقي يوضح وحدات الزمن المختلفة في التقويم الميلادي.

## وحدات زمنية علمية
- اللحظة: هي مقدار الوقت الذي يستغرقه الضوء لقطع مسافة نواة الذرة في الفضاء.
- زمن بلانك: هو الوقت الذي يستغرقه الفوتون لينتقل بسرعة الضوء مسافة في الفراغ تعادل طول بلانك.[2] ويُعتبر نظريًا أن هذا أقل تعبير ممكن للزمن والوحدات الأقل من هذا لا توجد في الفيزياء علي حد علمنا حتي الآن.
- وحدة الزمن: تساوي 1024 ميكروثانية وتُستخدم في الهندسة.
- سنة مجرية أو تعرف باسم السنة الكونية وتقوم علي أساس دوران المجرة[3]، هي مدة الوقت اللازم للمجموعة الشمسية بالدوران مرة واحدة حول مركز مجرة درب التبانة.[4] وتتروح تقديرات طول المدار الواحد للمجموعة الشمسية 225-250 مليون سنة أرضية.[5] ووفقا لحسابات ناسا، تتحرك المجموعة الشمسية بسرعة من 828,000 كم / ساعة (230 كم / ث) [3] وهو ما يعادل نحو 1/1300 من سرعة الضوء. فإن المجموعة الشمسية ستستغرق 230 مليون سنة لتدور حول مركز مجرة درب التبانة مرة واحدة.
- سفيدبرغ: وهي تُقدر ب10−13 من الثانية

السنة الضوئية: ليست وحدة زمن كما يعتقد البعض، بل هي وحدة لقياس المسافة وتُقدر ب9 تريلليون كيلوميتر (9,000,000,000,000) كم.